# Сулистровский, Алоизий
Алоизий Сулистровский (пол. Alojzy Sulistrowski; около 1739 — 1795 или 1796, Флоренция) — польский государственный деятель.

## Биография
Родился около 1739 года. Выходец из польского католического шляхетского рода Сулистровских герба Любич, сын Кароля Сулистровского и Розалии Пац. Имения Сулистровского располагались на территории современной Белоруссии (тогда — территория Великого княжества Литовского Речи Посполитой). 
Депутат Сейма 1776 года (от Мозырского повета) и 1778 года (от Ошмянского). Подстолий великий литовский (1786—87), писарь великий литовский (1787—91). Член Четырёхлетнего сейма от Полоцкого воеводства. Кавалер орденов Святого Станислава (1788) и Белого орла (1790).
Влиятельный политик, Сулистровский уже на раннем этапе оказался вовлечён в подготовку восстания Костюшко. Во время восстания Костюшко входил в оба правительственных органа мятежников: был членом Наивысшей рады Литовской и главой департамента (министерства) внутренних дел Наивысшей рады Народовой. В этом втором качестве отвечал за мосты, дороги и почтовую связь; тогда как за государственную безопасность отвечал глава другого департамента — Томаш Вавжецкий. 
После разгрома восстания Костюшко, Сулистровский эмигрировал в Венецию, откуда весной 1795 года отправился во Флоренцию.
Скончался во Флоренции в 1795 году.
Его сын, Сулистровский, Казимир Алоизович (1778—1818) сделал в Российской империи успешную карьеру государственного деятеля, был известен своей преданностью России и царю Александру I, в 1816—1818 годах занимал должность минского гражданского губернатора.